# M/S Svanö
M/S Svanö är en svensk före detta bogserbåt, som byggts om till passagerarfartyg.
M/S Svanö levererades 1899 av Hernösands Verkstads & Varfs AB som bogserbåten Svanö till Svanö AB i Svanö.
År 1906 såldes fartyget till Ferdinand Nätterqvist i Härnösand, varvid hon döptes om till Eros, men såldes redan nästa år vidare till Rossö Ångsågs Intressenter i Nyland, där hon döptes om till Rossö. År 1915 inköptes fartyget av Marma Sågverks AB, som använde henne som bogserbåt på sjön Marmen och ändrade namnet till Marma II.
År 1928 sjönk fartyget utanför sågmagasinet i Marma, men bärgades och utrustades senare med en Bolinders råoljemotor. Efter att ha varit upplagd från 1960-talet, såldes hon på 1980-talet till Gävle och 1994 till Ljusne.
Åren 2008-2011 byggdes fartyget om till passagerarfartyg efter modell från den tidigare ångbåten Liden, vilken trafikerade Hjälmaren och Mälaren 1921–1934. Hon döptes då också om till Liden och trafikerade Svartån och Hjälmaren med Örebro som hemmahamn.
Fartyget köptes 2019 av Skärgårdskompaniet, som bedriver skärgårdstrafik i Östgötaskärgården och namnet ändrades tillbaka till Svanö.